# SMPTE 259M
SMPTE 259M — стандарт, опубликованный SMPTE, который описывает 10-битный цифровой последовательный интерфейс с передачей данных с потоком 143/270/360 Мбит/с.
SMPTE 259M описывает Serial Digital Interface (SDI) для передачи компонентных 4:2:2 и композитных 4fsc цифровых сигналов стандартов 525/60 и 625/50 между устройствами цифрового телевизионного оборудования. Стандарт применяется в телевизионных студиях с использованием коаксиального кабеля на длинах, когда потери сигнала не требуют установки дополнительного приёмного оборудования. Типичные потери могут составлять от 20 до 30 дБ на частоте равной половине тактовой частоты с последующей эквализацией в приёмнике.
Стандарт описывает четыре уровня с разной скоростью потока, которые могут быть использованы для передачи следующих видеоформатов:
| Уровень      | Скорость потока | Соотношение сторон экрана | Общее число строк (в кадре) | Активных элементов в строке | Активных строк | Кадровая частота |
| ------------ | --------------- | ------------------------- | --------------------------- | --------------------------- | -------------- | ---------------- |
| SMPTE 259M-A | 143 Мбит/с      | 4:3                       | 525                         | 768                         | 486            | 59.94i           |
| SMPTE 259M-B | 177 Мбит/с      | 4:3                       | 625                         | 948                         | 576            | 50i              |
| SMPTE 259M-C | 270 Мбит/с      | 4:3 или 16:9              | 525                         | 720                         | 486            | 59.94i           |
| SMPTE 259M-C | 270 Мбит/с      | 4:3 или 16:9              | 625                         | 720                         | 576            | 50i              |
| SMPTE 259M-D | 360 Мбит/с      | 16:9                      | 525                         | 960                         | 486            | 59.94i           |